# Benz 6/18 PS
La Benz 6/18 PS era un'autovettura di fascia media prodotta dal 1918 al 1921 dalla Casa automobilistica tedesca Benz & Cie.

## Storia e caratteristiche
Alla fine della prima guerra mondiale, la situazione economica di svariate aziende, specialmente quelle tedesche, non era affatto rosea ed il settore automobilistico non faceva eccezione: molti furono i marchi costretti a chiudere i battenti o a cercare un acquirente. Altri marchi, come la BMW, che erano attivi da pochissimo ed in settori relativamente redditizi come quello motociclistico, riuscirono a superare la crisi. Poche erano le aziende attive già da tempo ed in grado di reggersi ancora sulle loro gambe. Tra queste vi fu la Benz, che in ogni caso di lì a pochi anni sarebbe confluita assieme alla Daimler Motoren Gesellschaft nel gruppo Daimler-Benz.

La Casa di Mannheim, non poteva più contare negli alti numeri di vendita di cui godeva prima dello scoppio della guerra. Il mercato di lusso era in contrazione, sebbene ancora si riuscisse a vendere. Ma a quel punto occorreva estendere verso il basso la gamma automobilistica. Si rese necessario un modello di base che andasse a collocarsi al di sotto della gamma 8PS. Analogamente a quanto successe nel 1910 con la 6/14 PS, nel 1918 la Benz immise sul mercato il modello 6/18 PS. Rispetto alla sua antenata d'anteguerra, la 6/18 PS era decisamente più convenzionale e semplice, segno anche questo dell'economia che ha caratterizzato lo sviluppo e la realizzazione della vettura. Sebbene fosse carrozzabile in varie configurazioni, la 6/18 PS divenne famosa all'epoca soprattutto in versione spider, la quale divenne uno dei sogni dei giovani di allora, grazie al suo look sportiveggiante.

La 6/18 PS montava un quadricilindrico in linea di tipo biblocco, della cilindrata di 1570 cm³. Seppur di identica cubatura rispetto al 1.6 montato sulla 6/14 PS, i due motori erano differenti, poiché in precedenza fu utilizzato un motore monoblocco anziché biblocco e con differenti misure di alesaggio e corsa, che nel caso della 6/18 PS erano di 68x108 mm. Unica novità di rilievo era la distribuzione monoalbero in testa in luogo di quella a valvole laterali e ad asse a camme laterale. L'accensione era a magnete a 12 V, mentre l'alimentazione era affidata ad un carburatore Zenith. Il motore della 6/18 PS erogava una potenza massima di 18 CV a 2100 giri/min.

Il resto della meccanica era anch'essa piuttosto convenzionale: sul telaio in lamiera d'acciaio stampata venivano fissate le sospensioni ad assale rigido con molle a balestra ed i freni a ceppi che agivano sull'albero di trasmissione, quest'ultimo di tipo cardanico. Il cambio poteva essere a 3 o a 4 marce, a seconda della scelta del cliente.

Accreditata di una velocità massima di 75–80 km/h, la 6/18 PS venne prodotta fino al 1921. La sua erede si sarebbe vista solo dieci anni più tardi, recava oramai il marchio Mercedes-Benz e sarebbe stata commercializzata come Typ 170 W15.